# Eliseo Salazar
Eliseo Salazar Valenzuela (Santiago do Chile, 14 de novembro de 1954) é um ex-automobilista chileno. É o único piloto de seu país, até hoje, a competir na Fórmula 1. Participou de 37 GPs (largou em 24), estreando em 15 de março de 1981. Marcou 3 pontos no campeonato.

## Início de carreira
Desde os tempos de estudante, Salazar mostrava-se bastante ligado ao automobilismo, tanto que chegou a ser cronometrista do circuito de Las Vizcachas, e ainda foi copiloto de corridas de regularidade aos 15 anos.
Tendo corrido em categorias de pequena expressão em seu país e na Argentina, partiu para a Europa em 1979, onde disputou a Fórmula 3 britânica. Seu melhor resultado no certame foi um quinto lugar no GP de Thruxton.

## Fórmula 1 (1981–1983)
A estreia de Salazar na Fórmula 1 aconteceu em 15 de março de 1981, no GP dos EUA-Oeste, pela equipe March, onde não conseguiu largar. A estreia oficial do chileno na categoria foi na etapa de San Marino, tendo abandonado na volta 38.
Em 1982, assinou com a Ensign, onde marcou seu primeiro ponto na F-1, graças a um sexto lugar no GP da Holanda. Para o ano seguinte, Salazar foi contratado pela equipe ATS, marcando 2 pontos no GP de San Marino (marcado pelo boicote das equipes Brabham, Williams, McLaren, Lotus, Ensign, March, Fittipaldi, Ligier, Arrows e Theodore e pela disputa pela vitória entre Didier Pironi e Gilles Villeneuve, que terminaria com triunfo do francês).

### Incidente com Nelson Piquet
O momento mais famoso da carreira de Salazar na Fórmula 1 aconteceu quando ele colidiu com Nelson Piquet, no Grande Prêmio da Alemanha, marcado pelo violento acidente de Didier Pironi durante os treinos.
Depois dos dois pilotos descerem de seus automóveis avariados, um enfurecido Piquet, que era o líder da corrida e preparava-se para inaugurar o sistema de reabastecimento dos carros, começou a esmurrar e a chutar Salazar, para choque e espanto de milhares de fãs da F-1 que assistiam a corrida ao vivo pela TV. Salazar não respondeu aos ataques devido a sua amizade com o piloto brasileiro, que o havia ajudado em sua primeira experiência na Europa como piloto de corridas
.
Salazar ficou sabendo anos mais tarde pelo próprio Piquet que aquele acidente foi a melhor coisa que podia ter acontecido à BMW, porque evitou a vergonha do motor alemão explodir em seu próprio país. Piquet conseguiu a informação de um engenheiro do motor que trabalhou com o piloto brasileiro na equipe Brabham naquela época.
Devido à crise econômica do Chile no início da década de 1980, Salazar, que ainda disputaria duas provas da temporada de 1983 pela equipe RAM e chegou a negociar com a Toleman, foi obrigado a deixar a categoria, e competiu com pouco sucesso no recém-criado campeonato da Fórmula 3000 e em algumas corridas da Fórmula 3 Sul-Americana. Ele começou a correr em ralis no Chile, vencendo o campeonato da temporada de subidas de montanhas de 1985 no Chile em um Toyota Corolla XT.

## Carreira nos protótipos esportivos (1988–1990)
No final da década de 1980, Salazar participou de algumas corridas na FIA World Sport Prototype Championship. Seu melhor resultado foi um primeiro lugar na classe C-1 na Fuji 1 000 km de 1988, no Japão, com um automóvel Spice SE88C Ford da BP Spice Engineering. Graças a seu contato com a TWR, ele assinou contrato com a equipe de construtores da Silk Cut Jaguar, para disputar as 24 Horas de Le Mans. Na corrida de 1989, o chileno, juntamente com Alain e Michel Ferté, obtiveram a oitava colocação com um Jaguar XJR-9; porém o seu melhor resultado seria a vitória do evento em 1990 em um Jaguar XJR-12, numa corrida que foi histórica, mas após dirigir várias horas no carro de número 3, ele foi forçado a deixar a direção para o piloto britânico Martin Brundle, que recebeu a bandeirada da chegada, e Salazar foi obrigado a mudar-se para o carro de número 4, que teve que abandonar a corrida depois das 20 horas devido a problemas mecânicos (o automóvel original de Brundle, o número 1, foi retirado com 14 horas de prova por apresentar problemas elétricos). Devido a esse fato em particular, ele foi chamado de O Desportista do Ano de 1990 pela prestigiosa revista britânica Autosport.

## Carreira nos Estados Unidos (1994–2002)
Depois de anos sem competir, trabalhando como comentarista na versão chilena do programa televisivo "funniest home videos" chamado "Video Loco" (o nome em espanhol para "Crazy Videos", transmitido pelo canal da Universidad Católica Televisión, também conhecido por "Canal 13"), Salazar recebeu um convite para fazer parte da equipe de construtores da Ferrari-Momo para o campeonato de protótipos esportivos da IMSA de 1994 na série WSC (World Sport Car), com o italiano Gianpiero Moretti. Ele correu no Exxon World Sports Car Championship em 1994 e 1995 conseguindo várias vitórias e podiums com uma Ferrari 333 SP. Esses resultados foram suficientes para levá-lo à CART.
Ele assinou um contrato com a Dick Simon Racing em 1995 para correr na CART, com uma bem-sucedida estreia nas 500 Milhas de Indianápolis deste ano. Com uma Lola-Cosworth, largou em 24º lugar e terminou em quarto.
Quando IRL e CART romperam relações em 1996, Eliseo escolheu competir na nova série. Ele tornou-se um piloto regular das primeiras colocações na Indy 500 com quatro resultados Top 10. Seu melhor resultado em Indianápolis foi um terceiro lugar na etapa de 2000. com um Dallara-Oldsmobile Aurora da equipe Foyt. Aquele foi também o ano de sua melhor classificação, justamente a terceira colocação em Indianápolis.
2000 e 2001 foram os melhores anos para Eliseo na IRL, terminando em quarto e quinto nesses campeonatos, com cinco top-5 em 2000. Correu na IRL até 2002, quando retirou-se depois de vários acidentes graves e de problemas econômicos devido aos crescentes custos. Aos 47 anos, retirou-se com uma vitória na IRL, na última corrida da temporada de 1996–97 no circuito de Las Vegas pela equipe Scandia - a única vitória em corridas na história dessa equipe e a primeira de um chileno em categorias top do automobilismo. Depois disso, Salazar foi para a American Le Mans Series.

## Presente e futuro (2004–2013)

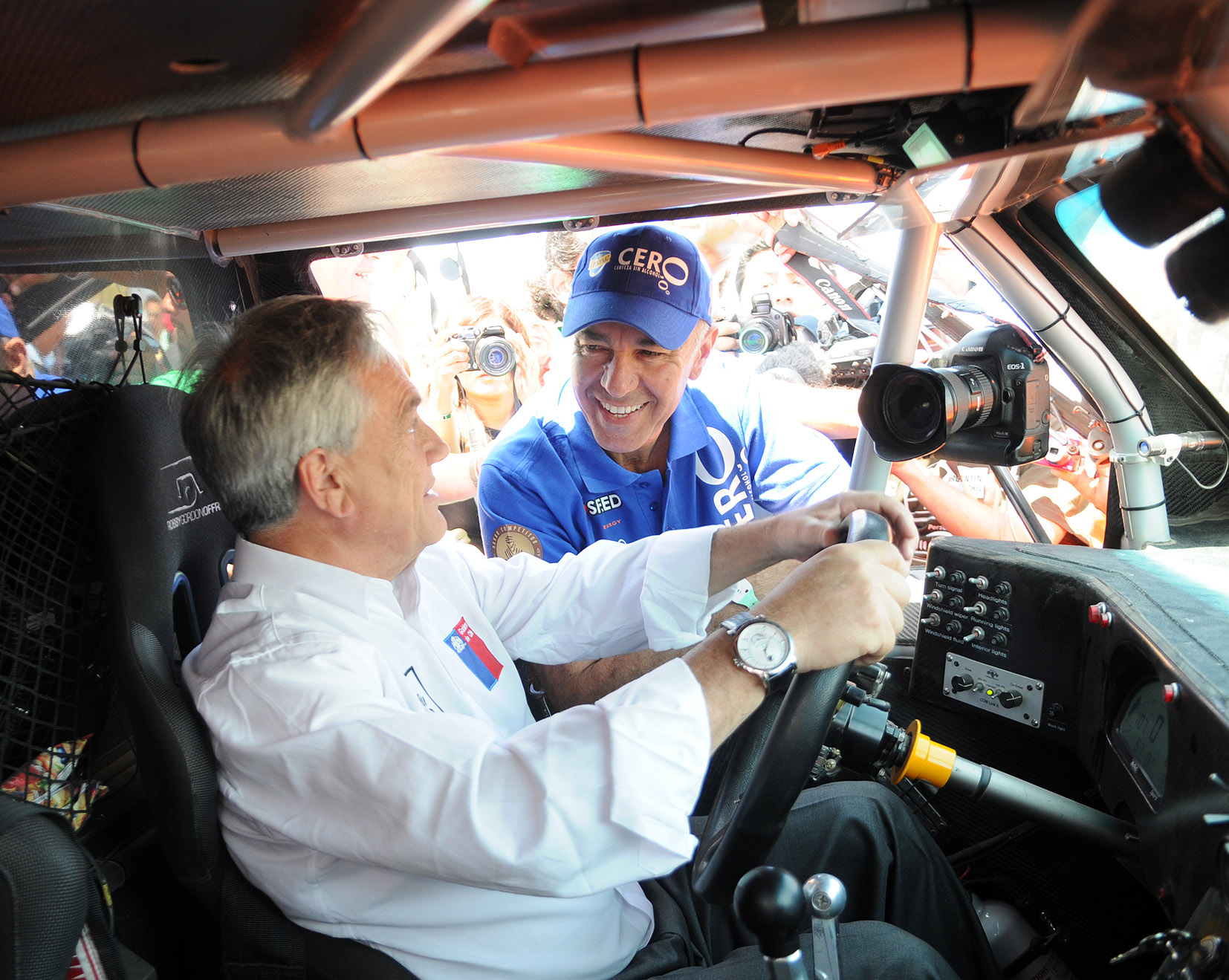
Salazar (de azul) e o então presidente chileno Sebastián Piñera no Rali Dakar de 2011.

Salazar retornou ao Chile, onde ele juntou-se à equipe oficial da Hyundai de rally na Rally Mobil, o campeonato nacional de rali. Seu carro era um classe N3 Hyundai Coupe 2.0L. Em novembro de 2005, Salazar competiu na corrida inaugural da Grand Prix Masters (categoria que reunia ex-pilotos de Fórmula 1), como substituto de última hora do australiano Alan Jones.
Em 2007, Salazar foi para a classe N4, pilotando um Mitsubishi Lancer-Evo IX, terminando em quinto lugar no campeonato de rally do Chile.
Ele procurou uma equipe para correr em 2008 na versão do rally Lisboa-Dakar. Em fevereiro ele assinou um pré-contrato com Jean-Louis Schlesser para pilotar um de seus buggies no Rally Dakar de 2008. Mas o evento foi cancelado e o chileno não pôde competir. Ele participou das edições de 2009, 2010 e 2011 do tradicional rali, sem muito destaque. Ao disputar o Rali da Argentina em 2012, Salazar conseguiu um feito inédito: foi o único piloto a correr o Grande Prêmio de Mônaco, as 500 Milhas de Indianápolis, as 24 Horas de Le Mans, o Rali Dacar e uma etapa do WRC.
Em 2013, Salazar introduziu o automobilismo de velocidade em seu país, com o primeiro evento disputado em abril no Estádio Monumental David Arellano, e participou ainda do Sports Car Club of America Solo em Lincoln, no estado de Nebraska, onde pilotou um Ford Mustang.

## Resultados

### CART/Champ Car
| Ano  | Equipe            | No. | Chassis        | Engine      | 1      | 2      | 3      | 4      | 5      | 6      | 7      | 8      | 9      | 10     | 11     | 12     | 13     | 14     | 15     | 16     | 17     | Posição | Pontos | Ref.  |
| ---- | ----------------- | --- | -------------- | ----------- | ------ | ------ | ------ | ------ | ------ | ------ | ------ | ------ | ------ | ------ | ------ | ------ | ------ | ------ | ------ | ------ | ------ | ------- | ------ | ----- |
| 1995 | Dick Simon Racing | 7   | Reynard B02/00 | Ford-XB V8t | MIA 17 | SRF 10 | PHX 15 |        | NAZ 12 | INDY 4 | MIL 16 | DET 20 | POR 15 | ROA 18 | TOR 21 | CLE 10 | MIC 18 | MDO 13 | NHA 13 | VAN 13 | LS DNQ | 21°     | 19     | [ 5 ] |
| 1995 | Dick Simon Racing | 7   | Lola T94/00    | Ford-XB V8t |        |        |        | LBH 24 |        |        |        |        |        |        |        |        |        |        |        |        |        | 21°     | 19     | [ 5 ] |
| 1996 | Dick Simon Racing | 7   | Lola T96/00    | Ford-XB V8t | MIA    | RIO    | SRF    | LBH    | NZR    | 500    | MIL 21 | DET    | POR 18 | CLE    | TOR    | MIC 11 | MDO 15 | ROA    | VAN    | LS     |        | 30°     | 2      | [ 6 ] |

### IndyCar Series
| Ano       | Equipe                 | No. | Chassis           | Motor                    | 1       | 2      | 3        | 4       | 5       | 6       | 7      | 8      | 9      | 10     | 11     | 12     | 13     | 14     | 15     | Posição | Pontos | Ref.   |
| --------- | ---------------------- | --- | ----------------- | ------------------------ | ------- | ------ | -------- | ------- | ------- | ------- | ------ | ------ | ------ | ------ | ------ | ------ | ------ | ------ | ------ | ------- | ------ | ------ |
| 1996      | Team Scandia           | 7   | Lola T95/00       | Ford-XB V8t              | WDW Wth | PHX    | INDY 6   |         |         |         |        |        |        |        |        |        |        |        |        | 23°     | 58     | [ 7 ]  |
| 1996–1997 | Team Scandia           | 7   | Lola T95/00       | Ford-XB V8t              | NHA 9   | LVS 7  | WDW      | PHX     |         |         |        |        |        |        |        |        |        |        |        | 9°      | 208    | [ 8 ]  |
| 1996–1997 | Team Scandia           | 7   | Dallara IR7       | Oldsmobile L47 Aurora V8 |         |        |          |         | INDY 24 | TXS 7   | PPR 12 | CLT 10 | NHA 4  | LVS 1  |        |        |        |        |        | 9°      | 208    | [ 8 ]  |
| 1998      | Riley & Scott Cars     | 15  | Riley & Scott MkV | Oldsmobile L47 Aurora V8 | WDW 12  | PHX 23 | INDY DNQ | TXS 23  | NHA 6   | DOV DNS | CLT    | PPR    | ATL    | TXS    | LVS    |        |        |        |        | 29°     | 60     | [ 9 ]  |
| 1999      | Nienhouse Racing       | 6   | G-Force GF01      | Oldsmobile L47 Aurora V8 | WDW DNQ | PHX 20 | CLT C    | INDY 33 | TXS 5   | PPR 20  | ATL 4  | DOV 18 | PPR 19 | LVS 12 | TXS 17 |        |        |        |        | 20°     | 137    | [ 10 ] |
| 2000      | Foyt                   | 11  | G-Force GF05      | Oldsmobile L47 Aurora V8 | WDW 5   | PHX 4  | LVS 18   | INDY 3  | TXS 17  | PPR 6   | ATL 10 | KTY 25 | TXS 5  |        |        |        |        |        |        | 4°      | 210    | [ 11 ] |
| 2001      | A. J. Foyt Enterprises | 14  | Dallara IR-01     | Oldsmobile L47 Aurora V8 | PHX 2   | HMS 3  | ATL 5    | INDY 7  | TXS 7   | PPR 14  | RIR 12 | KAN 7  | NSH 11 | KTY 15 | GAT 17 | CHI 18 | TXS 4  |        |        | 5°      | 308    | [ 12 ] |
| 2002      | A. J. Foyt Enterprises | 11  | Dallara IR-02     | Chevrolet Indy V8        | HMS 5   | PHX 4  | FON 15   | NAZ     | INDY    | TXS     | PPR    | RIR    | KAN    | NSH 19 | MCH 19 | KTY 14 | GAT 14 | CHI 18 | TXS 16 | 20th    | 157    | [ 13 ] |